# Berliner Husarenstreich

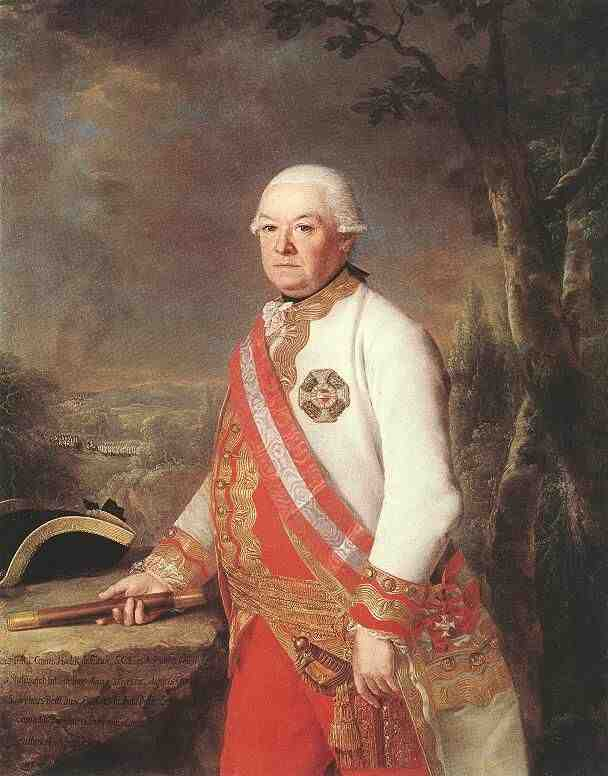
Andreas Hadik von Futak

Als Berliner Husarenstreich wurde eine gezielte Militäraktion im Siebenjährigen Krieg bekannt, in deren Verlauf die preußische Hauptstadt Berlin durch Truppen des kaiserlichen Feldmarschallleutnants Reichsgraf Andreas Hadik von Futak am 16. Oktober 1757 für einen Tag besetzt wurde. Die Anregung hierzu kam vom Prinzen Karl Alexander von Lothringen, unter dessen Oberbefehl Hadik stand.

## Ausgangssituation

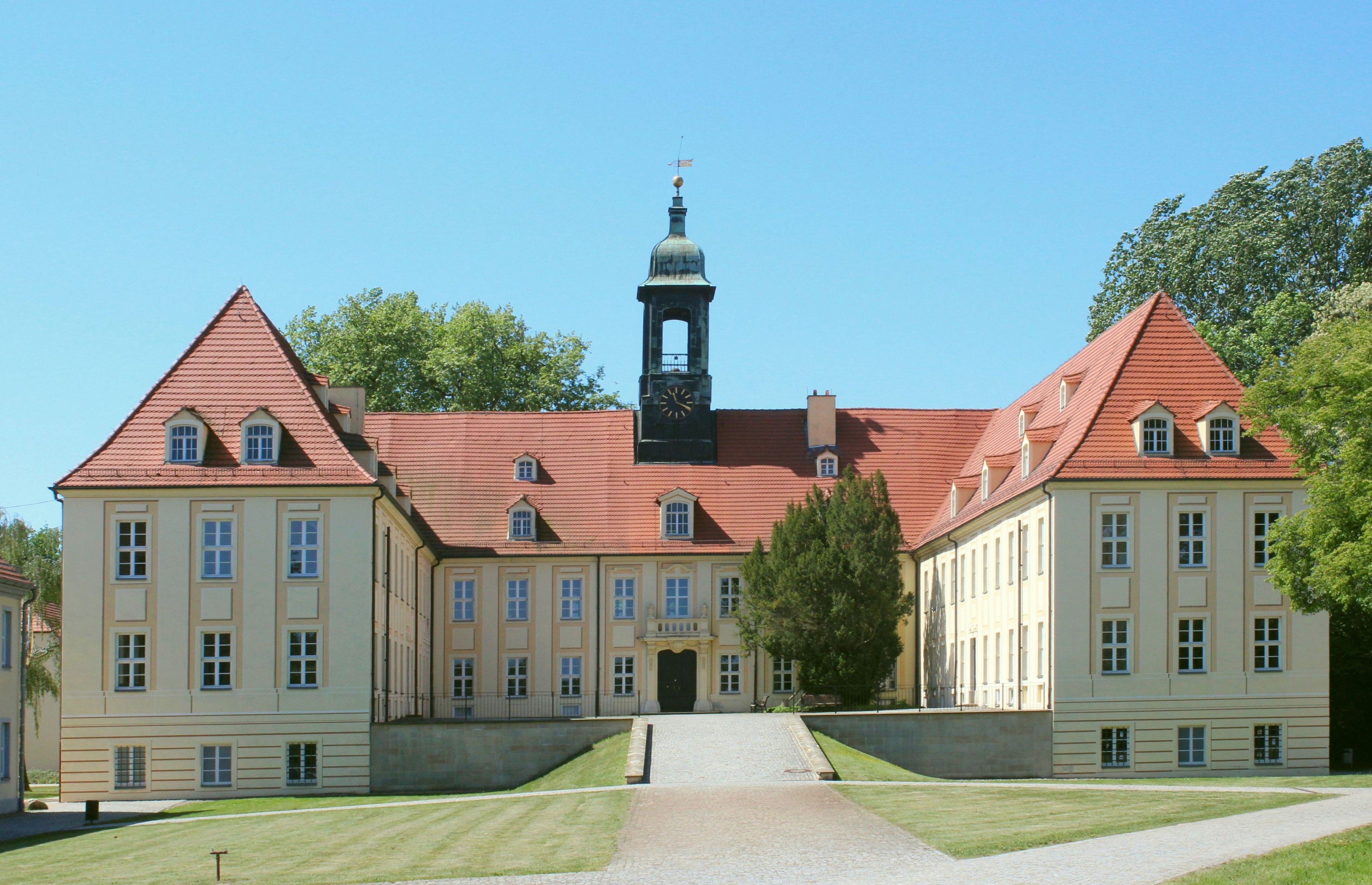
Das Elsterschloss in Elsterwerda, der Ausgangspunkt des Streifzuges

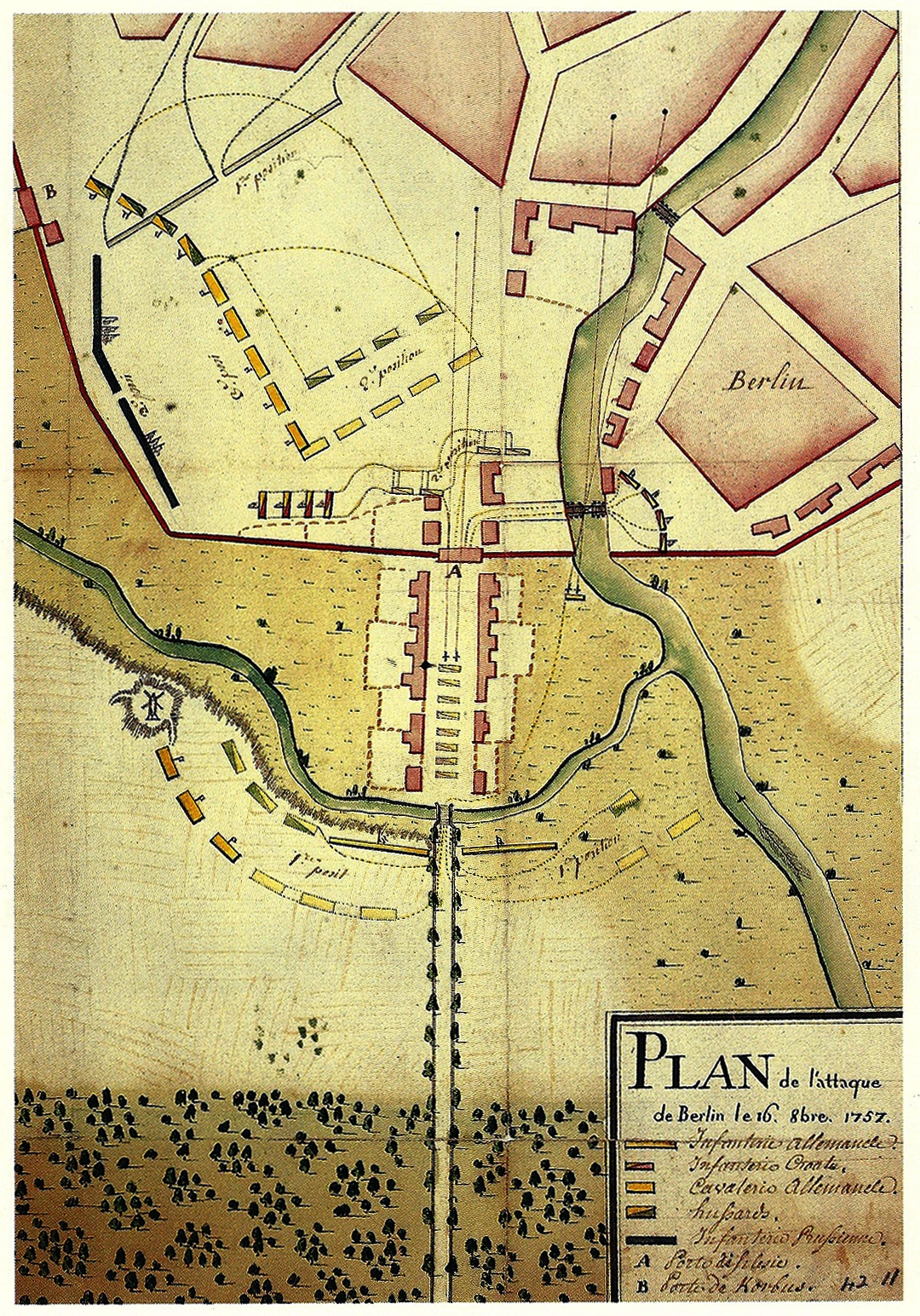
Plan des Angriffs auf Berlin

Im Herbst 1757 lagerte Graf Hadik mit einer kleinen Truppe in Radeburg. Die Armeen des Königs von Preußen und des Fürsten von Anhalt lagen in der Umgebung von Leipzig. Die Truppen des Herzogs Ferdinand kampierten bei Magdeburg. Bei Breslau standen die verbündeten kaiserlichen Truppen den preußischen Truppen gegenüber. Die ebenfalls verbündeten Schweden befanden sich nördlich von Berlin. Sowohl die feindlichen Truppen als auch die verbündeten Kaiserlichen waren also weit entfernt.
In seinem Tagebuch schrieb Hadik: „Der Weg nach Berlin steht jetzt frei!“ Er fasste den Plan, Preußens Hauptstadt Berlin im Handstreich zu nehmen, eine reiche Kriegskontribution einzufordern und sich anschließend genauso schnell wieder zurückzuziehen. Hadik ließ eine gründliche Aufklärung durchführen und gab seine Befehle immer nur einen Tag vorher und recht knapp aus.

## Verlauf
Am 10. Oktober 1757 versammelte Andreas Hadik von Futak sein kleines Korps im damals kursächsischen Elsterwerda. Es bestand aus 900 Mann Infanterie, 2100 Mann Szluiner und Gradiskaner Grenztruppen, 1000 Kürassieren und 1100 Husaren, dabei das komplette Husaren-Regiment „Baranyay“ unter seinem Kommandanten Obrist von Ujházy (später: Husarenregiment Nr. 8). Außerdem wurden sechs Geschütze mitgeführt. Außer Hadik waren noch die Generäle Wolfgang Freiherr von Babocsay, Graf Mittrovsky und General von Kleefeld beteiligt.
Als Rückendeckung blieb von Kleefeld mit 1000 Grenzern, 240 Kürassieren, 300 Husaren und zwei Geschützen in Elsterwerda zurück. Der Obrist Ferdinand Franz von Ujházy sicherte die Marschkolonne mit 300 Husaren seines Regimentes. 100 Husaren mit ausgesuchten Pferden sollten die Kommunikation zwischen den Generälen in den Marschstationen aufrechterhalten.
Mit 3500 Mann brach Hadik am 11. Oktober 1757 in Elsterwerda auf und erreichte über Dobrilugk am nächsten Tag die Stadt Luckau. Hier verließ Ujházy mit seiner Abteilung die Hauptkolonne, um über Golßen und Baruth nach Mittenwalde zu ziehen und unterwegs so viel wie möglich Kriegssteuer einzutreiben. Die Hauptkolonne unter Graf Hadik marschierte über Lübben in Richtung Spree und erreichte am 15. Oktober Königs Wusterhausen. Hier befahl Hadik dem Obristen Ujházy, auf der Potsdamer Straße in Richtung Berlin zu marschieren. Seine Hauptmacht brach noch in der Nacht zum 16. Oktober in Königs Wusterhausen auf, um unentdeckt zu bleiben. Sie verließ die Hauptstraße und erreichte durch den königlichen Wald das Schlesische Tor vor Berlin. Hadik musste eine wesentlich größere Macht vortäuschen, als ihm tatsächlich zur Verfügung stand, und so befahl er, nachts Lagerfeuer in einem weit ausgedehnten Kreis anzulegen, von denen möglichst viele angezündet wurden. Mit der Forderung von 300.000 Talern Brandsteuer schickte Graf Hadik einen Trompeter in die Stadt, deren Magistrat sich aber außerstande sah zu verhandeln, da die Stadt einem Militärgouverneur unterstand.

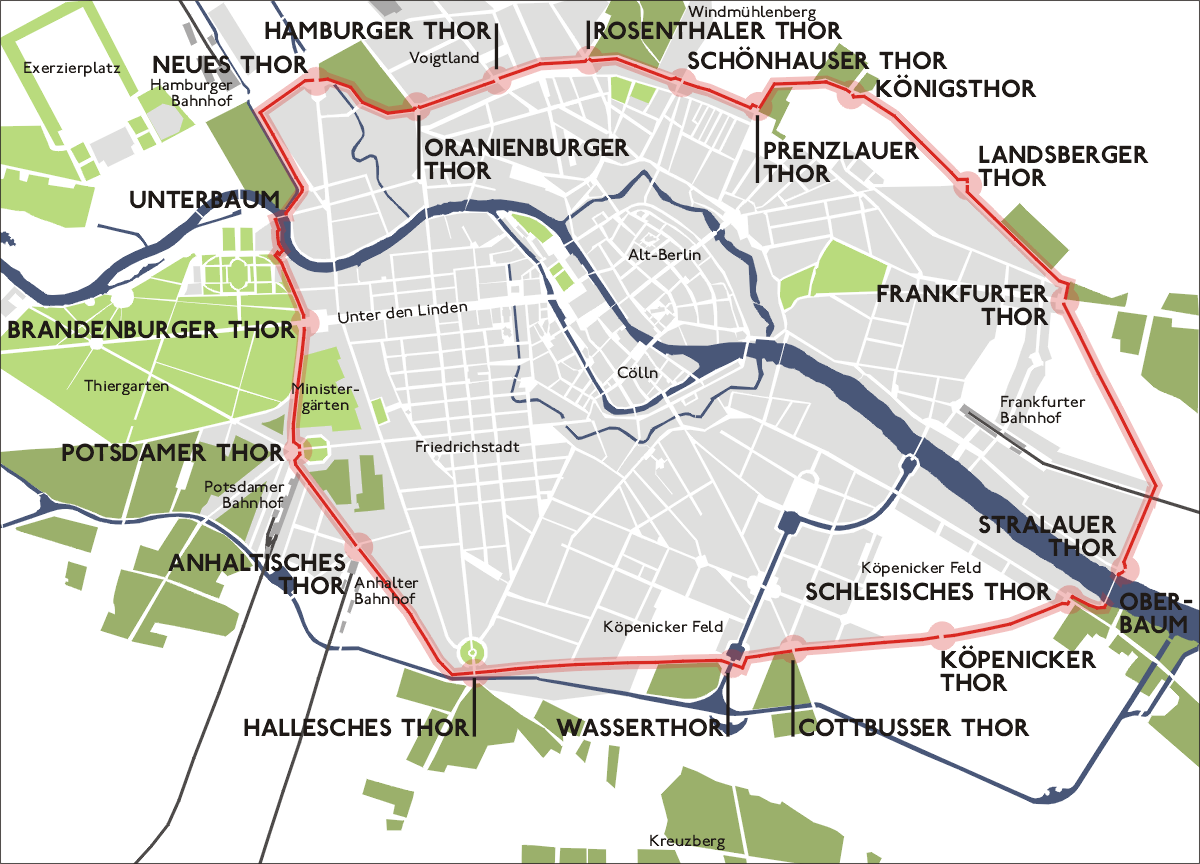
Die Berliner Zollmauer

Der darauf folgende Sturm richtete sich zuerst auf das Schlesische Tor und die Spreebrücke. Mit 1400 Reitern verschiedener Regimenter drang Graf Hadik durch das Schlesische Tor und führte sie gegen zwei preußische Bataillone, die in den Straßen der Louisen-Vorstadt Stellung genommen hatten und innerhalb weniger Minuten von Hadiks Truppen völlig aufgerieben wurden. General Babocsay wurde bei dieser Attacke verwundet und erlag kurz darauf seinen Verletzungen.
Eine 300 bis 400 Mann starke Abteilung preußischer Infanterie, die sich in der Nähe vom Kottbusser Tor aufgestellt hatte, ergriff die Flucht, wurde aber von Hadiks Husaren eingeholt, zusammengehauen oder gefangen genommen.
In Begleitung des Berliner Kommandanten von Rochow verließ die Königin von Preußen die Stadt und zog sich in die Festung Spandau zurück, wohin auch der Staatsschatz gebracht wurde. Um eine Plünderung zu vermeiden, zahlte die Stadt rund 200.000 Taler Kontribution sowie 25.000 Taler an die Truppe, die Hadik sofort verteilen ließ. Mit einer Aus den Mauern von Berlin betitelten Eilstafette ließ er an Prinz Karl von Lothringen die Erstürmung der Stadt melden.
Als der vom König zum Entsatz ausgeschickte Fürst Moritz von Dessau mit starken Truppen nur noch zwei Stunden entfernt war, verließ Hadik mit seinen Truppen in der Nacht zum 17. Oktober 1757 die Stadt. Die Verluste der Österreicher bei der ganzen Aktion waren gering. Sie beliefen sich auf zehn Tote, 28 Verwundete und vier Pferde. Sie zogen anschließend über Storkow und Lieberose. Eine Abteilung wurde nach Frankfurt (Oder) geschickt, die noch einmal 30.000 Taler Kontribution eintrieb und sich in Lieberose mit der Hauptkolonne wieder vereinigte. Man erreichte am 20. Oktober über Cottbus die Stadt Spremberg, wo ein dringend notwendiger Rasttag eingelegt wurde. Nachdem Hadik anschließend in Richtung Hoyerswerda weitergezogen war, war man endlich aus dem Bereich der Verfolger.
Obrist Ujházy sicherte mit den Husaren seines Regimentes rechts den Marsch. Dabei kam es zu Scharmützeln mit Husaren des Generals Seydlitz und Ujházy verlor 20 Mann. Ein Rittmeister, der sich mit 50 Husaren auf Patrouille befand, geriet in preußische Gefangenschaft. Am 22. Oktober 1757 erreichte Ujházy das Lager des General von Kleefeld bei Elsterwerda, dem Ausgangspunkt der Aktion.

## Hadik erhält den Maria-Theresien-Orden

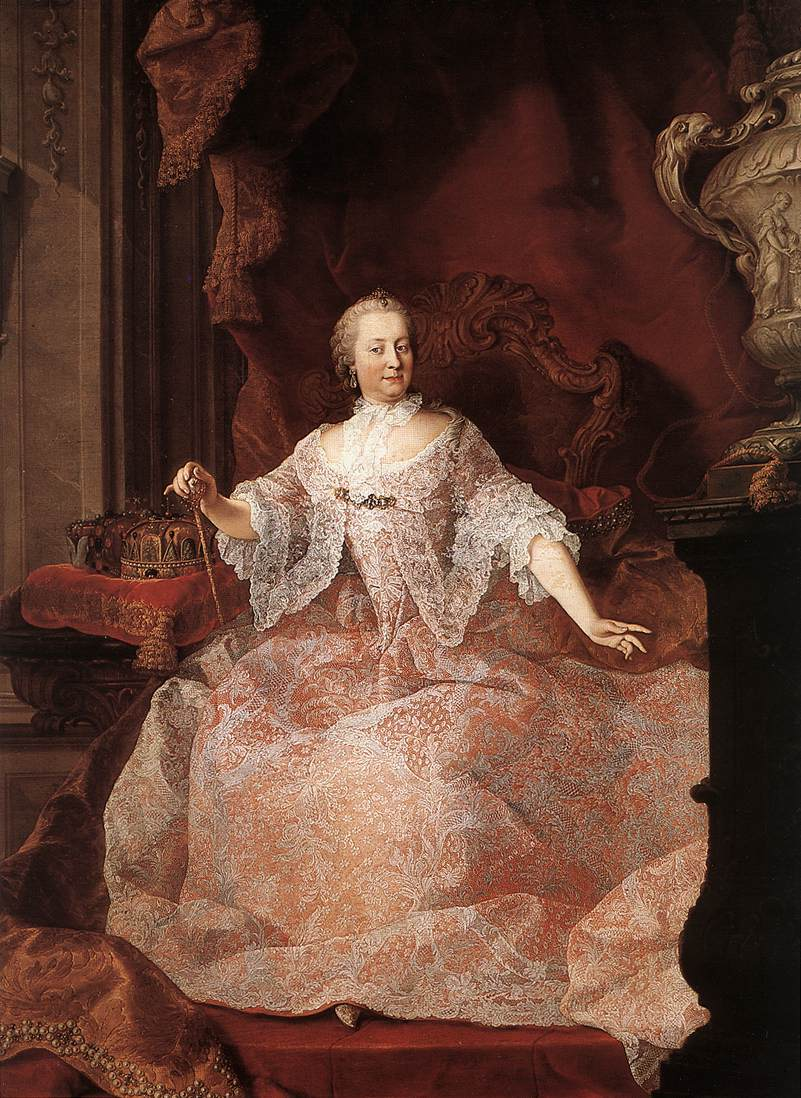
Maria Theresia von Österreich

Von Maria Theresia erhielt Andreas Hadik von Futak später das folgende Schreiben:

„Wir haben Dir andurch unsere ob der von Dir so klug und wohl ausgeführten Unternehmung gegen Berlin geschöpfte gnädigste Zufriedenheit, und dass uns die hierbei von den Generalen, Officiers und Gemeinen nicht nur erwiesene standhafte Tapferkeit, sondern auch der von letztern in sothaner occassion bezeigte blinde Gehorsam und eingezogenem Betragen zu ausnehmenden Wohlgefallen gereiche, zu erkennen zu geben, das Vergnügen machen wollen und beziehen uns das Weitere auf jenes, was wohl dir, als unserm Oberstfeldzeugmeister Baron Marschall durch unsern Hofkriegsrath diesfalls zukommen wird. Dir mit kaiserlich-königlicher Huld und Gnade gewogen bleibend.“

Für seine Tat erhielt Graf Hadik das Großkreuz des Maria-Theresien-Ordens. Er war der zweite Husarengeneral, der diese höchste Auszeichnung erhielt. Graf Franz Nádasdy hatte diese bereits für seine Verdienste in der Schlacht bei Kolin im Juni 1757 erhalten. Die Verleihung der Auszeichnung fand in der ersten Promotion am 7. März 1758 statt. Außerdem schenkte ihm die Kaiserin 3000 Dukaten. Im selben Jahr wurde Hadik zum General der Kavallerie ernannt.
Friedrich der Große soll Hadik diesen Streifzug auf seine Hauptstadt nie verziehen haben, obwohl die Stadt dabei relativ glücklich davonkam.

## Rezeption

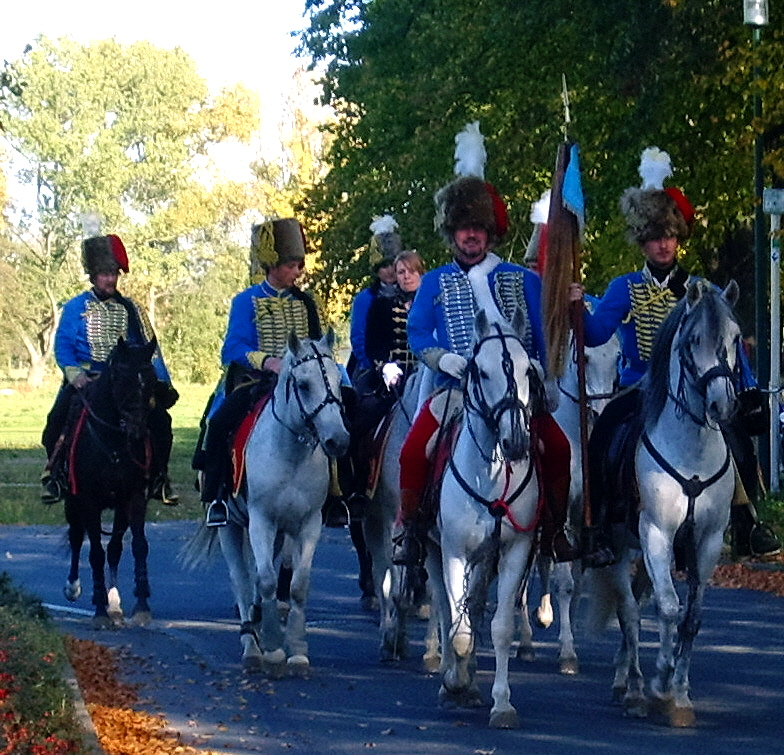
Husaren anlässlich des 250-jährigen Jubiläums in Elsterwerda

Die erfolgreiche Aktion war namensgebend für das sprichwörtliche Husarenstück. Über dieses Ereignis im Siebenjährigen Krieg wurde auch folgende Anekdote überliefert:

„Als ritterliche Geste gegenüber der Kaiserin Maria-Theresia wollte Graf Hadik der Herrscherin ein Souvenir aus der feindlichen Hauptstadt mitbringen. Er verlangte von einer Berliner Manufaktur ein Dutzend kostbarer Damen-Handschuhe, die mit dem Berliner Wappen gestempelt waren. Nachdem er sie bekommen hatte, sandte er sie umgehend in einer Holzkassette nach Wien. Die Berliner hatten ihn ausgetrickst – es waren nur linke Handschuhe.“

Anlässlich des 250-jährigen Jubiläums wiederholte der im Jahr 2000 von Zoltán Kickinger und Fürst Anton Esterházy gegründete Traditionsverein der Esterházy-Husaren aus Eisenstadt den legendären Ritt von Graf Hadik. Am 14. Oktober 2007 erhielt Oberstleutnant Zoltán Kickinger vor dem Elsterwerdaer Schloss die Ehrentafel der Stadt Elsterwerda und dessen Husaren eine für diesen Tag geprägte Erinnerungsmedaille vom dortigen Bürgermeister. Auf der historischen Route ging es in den nächsten Tagen über Sonnewalde, Luckau, Lübben und Königs Wusterhausen nach Berlin.
Die DEFA verfilmte die Episode des Berliner Husarenstreichs 1971 unter dem Titel Husaren in Berlin. Die Rolle des Hadik von Futak spielte Manfred Krug.